# EBU R 128
EBU R 128 es una recomendación para la normalización del volumen y del nivel máximo de señales de audio. Se aplica principalmente durante la mezcla de audio de programas de radio y televisión y lo adoptan las emisoras para medir y controlar el volumen de programa.  Fue publicado por primera vez por la Unión Europea de Radiodifusión en agosto de 2010 y revisado por última vez en agosto de 2020. 
La R128 emplea un estándar internacional para medir la sonoridad, basada en la recomendación ITU.R BS1770,  utilizando las medidas en unidades de sonoridad o LU y las correspondientes al fondo de escala como LUFS, especialmente creadas para este propósito. El documento EBU Tech 3341 clasifica los tipos de medidores de sonoridad y sus prácticas de uso, publicado en 2016.
Antes de la adopción de la R 128, la normalización se basaba en el nivel máximo ( comúnmente el valor pico máximo) de las señales de audio, lo que provocaba considerables discrepancias de sonoridad entre programas y entre canales de emisión.  Un mismo nivel de pico entre dos contenidos distintos no necesariamente produce el mismo volumen, porque el uso de compresión y limitación del rango dinámico puede aumentar el nivel promedio del programa sin aumentar su nivel de pico. Desde principios de la década de 1990 hasta principios de la de 2010, tanto la industria musical como la publicitaria instaron a continuar con esta práctica para garantizar que la música y los anuncios publicitarios aumentaran su intensidad sonora, sin exceder el nivel máximo permitido. Este fenómeno se conoce como la Guerra del volumen .
Las consiguientes inconsistencias y cambios en el volumen, especialmente entre programas y publicidades, se convirtieron en una causa frecuente de quejas de espectadores y oyentes. Para abordar estos problemas, la Unión Internacional de Telecomunicaciones (UIT) desarrolló nuevos algoritmos para medir el volumen de los programas de audio de una manera similar a cómo el oído humano percibe los sonidos (o sea la sonoridad percibida, no el nivel eléctrico) y estudió nuevos métodos para medir el volumen a largo plazo. Esto permitiría normalizar adecuadamente el volumen entre diferentes emisiones y contenidos de programas. 
Buscando soluciones prácticas para el cambio de la normalización por picos a la normalización por sonoridad, el Comité de Gestión de Producción de la UER formó un grupo de trabajo internacional compuesto por ingenieros de sonido de varias estaciones de radio e institutos de radiodifusión. Su nombre, Grupo PLoud, deriva de una combinación de las palabras producción y sonoridad . 
El grupo desarrolló primero métodos de evaluación y medición para guiar el desarrollo de instrumentos de medición apropiados en la industria.  Redactó un documento técnico para permitir a los organismos de radiodifusión y productores de programas adaptar su procesamiento de sonido a la nueva recomendación,  mientras que con otro documento técnico trataba sobre los procedimientos a seguir en la distribución de la señal. 

## Especificación

### Definiciones
Para caracterizar el nivel y el rango dinámico de una señal de audio, R 128 introdujo nuevas unidades de medida:
| Unidad | Definición                                     | Descripción | Ejemplos de implementaciones |
| ------ | ---------------------------------------------- | --- | --- |
| LK     | Nivel de sonoridad                             | Nivel de sonoridad medido con ponderación de frecuencia K. | El nivel de referencia de la R 128 es: LK = −23 LUFS |
| LUFS   | Nivel de sonoridad referido al fondo de escala | Medida del volumen en una escala absoluta, ponderada K,[1] en relación el máximo digital (cuyo límite superior es 0 dBFS). Equivalente a LKFS, utilizado en ITU-R BS.1770. | El nivel de referencia de la R 128 es: LK = −23 LUFS |
| LU     | Unidad de sonoridad                            | Medición de sonoridad relativa. 1 LU corresponde a la medida relativa de 1 dB. LU también puede expresar la diferencia de nivel con respecto al nivel objetivo.            | En un medidor de sonoridad que implementa el Modo EBU: Nivel de referencia = −23 LUFS = 0 LU Un programa cuyo volumen integrado sea −26 LUFS medirá en modo EBU: -3 LU (es decir, es más silencioso que el nivel objetivo).                                                                                  |
| LRA    | Rango de Sonoridad                             | Un valor determinado estadísticamente que describe la variación del volumen (dinámica) de un programa.                                                                     | La R 128 no prescribe un rango máximo de sonoridad. La LRA podría limitarse arbitrariamente durante la producción con fines estéticos (según el estilo o género) o prácticos (según el entorno en el que se pretende reproducir el programa: como un cine en casa, un dispositivo móvil o una sala de cine). |
| TP     | Pico real                                      | Reconstrucción del nivel máximo entre muestras de la señal (el nivel máximo generado entre dos muestras), calculado mediante sobremuestreo.[1]                             | El nivel máximo de pico real permitido por R 128 en producción es −1 dBTP. |
| dBTP   | Nivel de pico real referido a escala completa  | Nivel de la señal de audio que tiene en cuenta los picos entre muestras, medidos en decibeles en relación con la escala completa.                                          | El nivel máximo de pico real permitido por R 128 en producción es −1 dBTP. |

### Normalización
R 128 recomienda normalizar el audio al nivel objetivo de −23 LUFS. Esta medida es la sonoridad integrada, calculada durante toda la duración del programa y en la totalidad de su contenido (es decir, sin enfatizar elementos específicos del primer plano, como la voz).[1] Se permite una desviación de ±0,5 LU. Cuando las limitaciones prácticas impiden lograr esta precisión (específicamente, materiales menos predecibles, como programas mixtos en vivo), se permite una tolerancia más amplia de ±1 LU. Todo el material de programa no debe exceder el nivel máximo de −1 dBTP.[1]
Para garantizar que los medidores de sonoridad desarrollados por diferentes fabricantes proporcionen la misma lectura, EBU Tech 3341 define el modo EBU que describe cómo realizar la medición utilizando la recomendación ITU-R BS.1770. 

### Medidas
El modo EBU especifica tres métodos distintos que analizan la sonoridad en tres diferentes períodos de tiempo:
- Momentáneo ( M ), utilizando una ventana de tiempo móvil de 400 ms, describe mejor la sonoridad instantánea;
- A corto plazo ( S ), utilizando una ventana de tiempo móvil de 3 segundos, describe un volumen más promediado y menos dependiente del evento de los últimos tres segundos;
- Integrado ( I ), que promedia el programa de principio a fin, describe el volumen de todo el programa.

Los medidores en tiempo real deben proporcionar una velocidad de actualización de al menos 10 Hz para medidores de corta duración y de al menos 1 Hz para medidores de sonoridad integrados.
Para evitar que los pasajes silenciosos de un programa alteren la medición general, la sonoridad integrada se mide mediante dos funciones de control : absoluta y relativa. Una puerta de detección (especificada en ITU-R BS.1770-4), considera silenciar las porciones de audio en las que la señal cae por debajo del umbral absoluto de −70 LUFS ; de manera similar, una puerta relativa también elimina los datos de sonoridad entrantes si el nivel promedio cae 10 LU por debajo del valor de sonoridad integrado actual.  Esta medición con puertas de nivel, no está incluida en las mediciones de sonoridad momentánea y de corto plazo. 

## Implementación
La escala EBU R 128 y el Modo EBU han sido implementados por varios desarrolladores de software, empresas de tecnología de audio y distribuidores de contenido, incluidos Adobe, Apple, Dolby, iZotope, Magix, PreSonus, Sonible,  Sony, Steinberg, TC Electronic, Toyo, Orban y Ondas . 
Los plug-ins de medición en tiempo real ayudan a los ingenieros en sus decisiones de mezcla y en la entrega de programas compatibles con R 128, mientras que las emisoras y distribuidores de contenido pueden verificar y normalizar programas completos realizando un análisis más rápido que en tiempo real. Así es posible ajustar los programas producidos antes de la recomendación para igualarlos al nivel objetivo.
Ebumeter es un software para Linux que proporciona medición de nivel según EBU R 128. 

## Adopción y secuelas
La recomendación fomenta el uso de un rango dinámico más amplio en producción, pero no restringe el uso de la compresión del rango dinámico. En esencia, vincula el uso de la compresión a decisiones artísticas y estéticas, en lugar de a la necesidad de obtener una mezcla más fuerte.  Con la adopción de la normalización por parte de las emisoras desde la introducción de EBU R 128, la reducción del rango dinámico en producción no hace que el programa aumente su volumen en la transmisión.  La adopción generalizada de ITU-R BS.1770 y EBU R 128, combinada con el predominio del streaming sobre la distribución de medios físicos en la década de 2010, posiblemente puso fin a la guerra del volumen. 
A partir de 2012, los países europeos integraron la EBU R 128 a su legislación audiovisual y las estaciones de televisión de Europa la adoptaron en todos los canales de distribución.  Sky UK adoptó R 128 en 2013. 
La R 128 se aplica también a los programas de radio y se está introduciendo gradualmente en las emisiones de radio europeas: por ejemplo, la emisora pública alemana BR cambió sus programas de radio a finales de 2015.
Dado que la aplicación R 128 no es vinculante, algunas estaciones de televisión han impuesto condiciones adicionales a la producción de programas. Por ejemplo, la emisora pública austriaca ORF tiene un límite de −3 dBTP para formatos de datos reducidos; La cadena de televisión franco-alemana ARTE ha publicado directrices para el LRA; Varias emisoras imponen valores máximos de sonoridad momentánea y a corto plazo para reportajes breves, como anuncios publicitarios.
A lo largo de la década de 2010, los servicios de streaming de Internet han implementado una normalización basada en la sonoridad, aunque cada plataforma utiliza diferentes métodos y niveles objetivo: por ejemplo, YouTube y Tidal utilizan únicamente la normalización a la baja (baja el contenido más alto para que coincida con el nivel objetivo, pero no baja el volumen de contenido más tranquilo).  Spotify utiliza ITU-R BS.1770 para medir el volumen y lo normaliza a un nivel objetivo seleccionable de −11, −14 o −19 LUFS .  Apple Music activa la normalización del volumen cuando la opción iTunes Sound Check está habilitada.
| Nivel objetivo | Plataforma                               |
| -------------- | ---------------------------------------- |
| −14 LUFS       | De marea, Amazon Music, YouTube, Spotify |
| −16 LUFS       | Música de Apple                          |
| −18 LUFS       | Qobuz </link>                            |